# La morte di Leonardo da Vinci
La morte di Leonardo da Vinci (La Mort de Léonard de Vinci), anche noto come Francesco I riceve l'ultimo respiro di Leonardo da Vinci (François Ier reçoit les derniers soupirs de Léonard de Vinci), è un dipinto ad olio su tela del pittore francese Jean-Auguste-Dominique Ingres, realizzato nel 1818 ed esposto al Petit Palais a Parigi.

## Storia

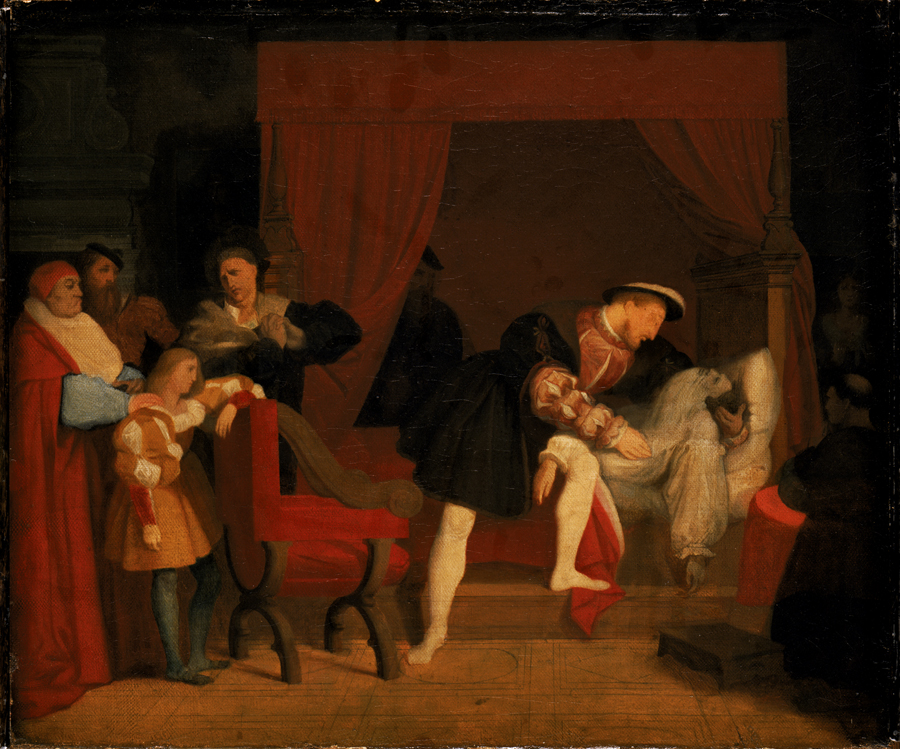
La seconda versione del dipinto.

Ingres soggiornò a Roma dal 1806 al 1824 e nel 1818 l'ambasciatore francese, Pierre Louis Jean Casimir de Blacas, gli commissionò un quadro raffigurante la morte di Leonardo da Vinci. Nel 1851 circa Ingres realizzò anche una seconda versione del dipinto, oggi conservata nello Smith College Museum of Art di Northampton, nel Massachusetts. Il dipinto entrò a far parte delle collezioni del Petit Palais nel 1968. Nel 2014 il quadro venne esposto al museo di belle arti di Lione per l'esposizione L'invention du Passé. Histoires de cœur et d'épée 1802-1850.

## Descrizione
Il dipinto raffigura la morte di Leonardo da Vinci, artista ed inventore italiano, avvenuta nella casa Clos Lucé, ad Amboise, il 2 maggio 1519. Come fonte di ispirazione per questo dipinto, Ingres riprese il racconto della morte del pittore presente nelle Vite di Giorgio Vasari. Il re di Francia Francesco I abbraccia l'artista morente per ricevere il suo ultimo respiro, mentre altri personaggi, tra preti e servitori, osservano la scena. Il giovane delfino Francesco di Valois osserva tristemente la scena ed un cardinale gli poggia una mano sulla spalla per confortarlo. Su un tavolo situato accanto al letto di Leonardo si notano una Bibbia ed un piccolo crocifisso. Il volto di Francesco I riprende un quadro di Tiziano risalente al 1538.